# On My Way (album de Phil Ochs)
Pour les articles homonymes, voir On My Way.
Albums de Phil Ochs
Amchitka
(2009)
On My Way est un album de Phil Ochs sorti en 2010. Il s'agit d'une série de démos enregistrées pour Roy Connors, afin de le convaincre d'enregistrer ses chansons. Plusieurs sont parues par la suite sur les albums d'Ochs.

## Titres
Toutes les chansons sont de Phil Ochs.
1. The A.M.A. Song
2. The Ballad of Davey Moore
3. On My Way
4. Morning
5. The Ballad of U.S. Steel
6. Once I Lived The Life of a Commissar
7. Lou Marsh
8. New Town
9. Hazard, Kentucky
10. Time Was
11. I'll Be There
12. Paul Crump
13. The Ballad of William Worthy
14. The Power and the Glory
15. The Ballad of Oxford, Mississippi
16. Talking Cuban Crisis
17. How Long
18. Never Again
19. Don't Try Again
20. First Snow
21. Bobby Dylan Record
22. The Ballad of Rubén Jaramillo
23. The Ballad of Alfred Packer
24. Talking Airplane Disaster
25. Spanish Lament